# Floßauge

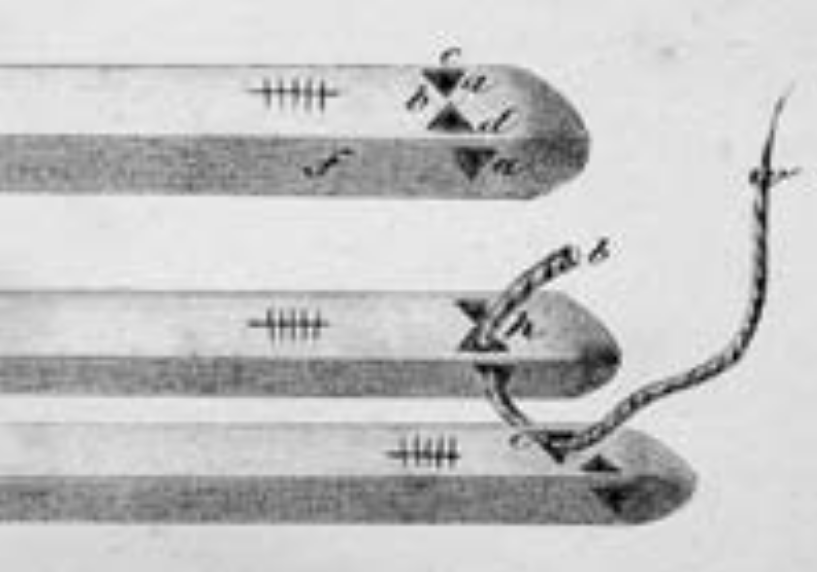
Floßaugen oder Wiedlöcher nach Karl Friedrich Viktor Jägerschmid (1828) zur Floßholzbindung, d. h. dem Einbinden von Bauholz in Flöße

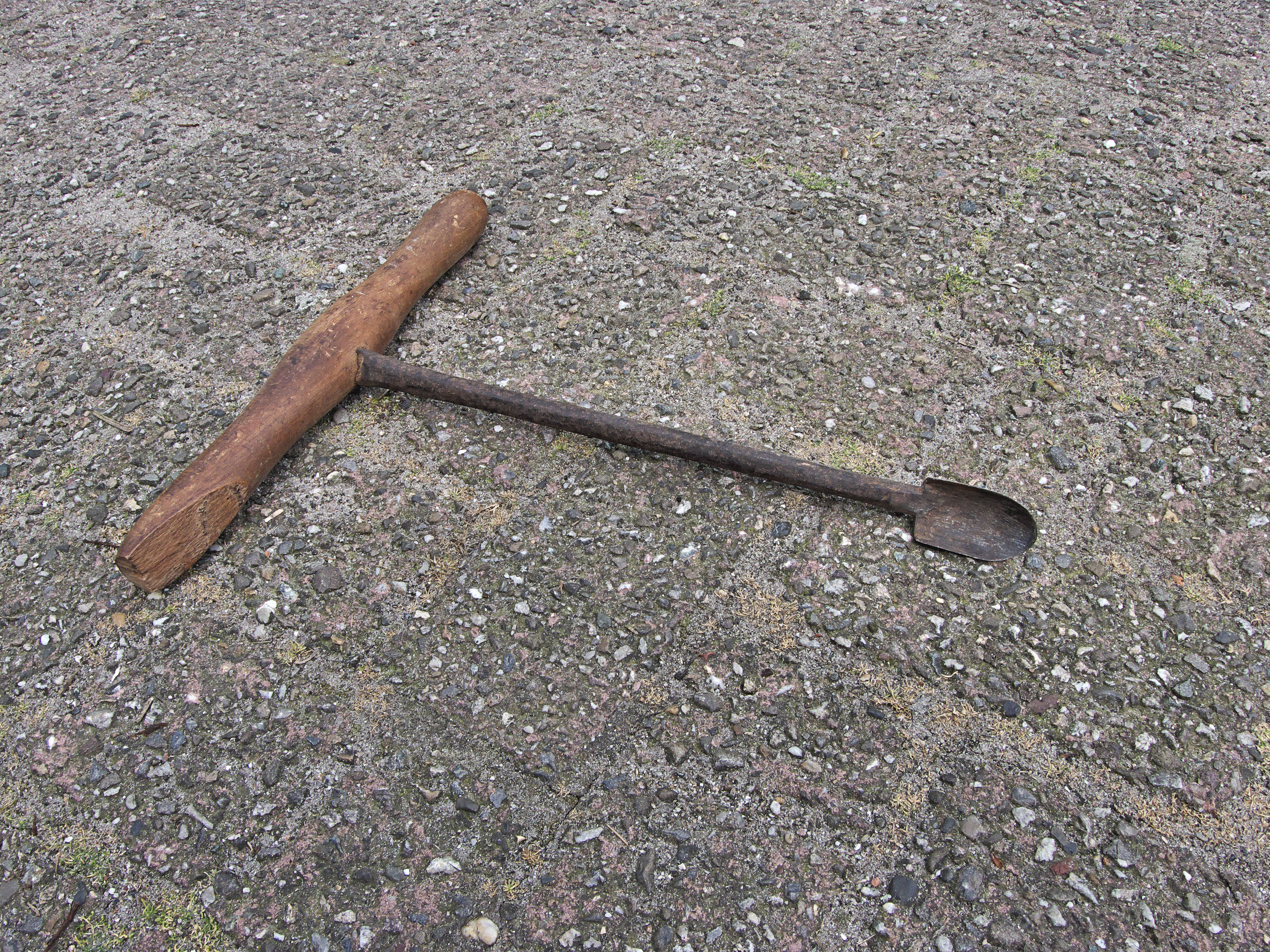
Historischer Löffelbohrer

Ein Floßauge oder Wiedloch ist ein in einen Baumstamm oder Bauholzbalken eingearbeitetes Loch, das dem Einbinden von Baumstämmen und Bauholz in Flöße dient. In Orten, in denen die Balken mit Flößen angeliefert wurden, sind diese Löcher oft auch heute noch vielerorts in alten Dachstühlen zu finden, zum Beispiel im Dachstuhl der Tübinger Stiftskirche.

## Funktionsweise
Oft handelt es sich um bis zu drei dreieckig oder viereckig-oval mit der Axt vorgekerbte und mit einem Löffelbohrer über Eck gebohrte Löcher an den Stamm- oder Balkenenden. Zwei der ösenartigen Wiedlöcher wurden zum Einbinden der meist zwei- oder dreiseitig behauenen Stämme in die einzelnen Floßsegmente angefertigt, die sogenannten Gestöre, und das dritte diente zum Verbinden der Gestöre zu Flößen. Als Bindeseile wurden Wieden von jungen Baumschösslingen, zumeist von Nadelbäumen, aufbereitet.
An manchen Floßhölzern wurden paarweise geführte Sacklöcher eingebohrt, die die Stämme nicht vollständig durchdringen. In ihnen waren kurze Wieden eingekeilt, mit denen auf den Floßhölzern verlegte Querhölzer eingebunden werden konnten. Diese dienten beispielsweise an Main und Donau zur eigentlichen Floßbindung. Am oberen Neckar wurden sie vermutlich als Stabilisierung von Gestören oder als Unterbau für mitgeführte Lasten verwendet, da sie nur in Kombination mit den über Eck gebohrten Wiedlöchern auftreten.